# Rolf Engel
Rolf Engel (Menz, 10 augustus 1912 – München, 23 november 1993) was een Duitse raketpionier uit de vorige eeuw. Zijn vader was leraar. Hij volgde na het lager onderwijs een opleiding aan de Beuth Ingenieursschool. Engel sloot zijn academische studie aan de Technische Hogeschool van München en Danzig zonder diploma af wegens het uitbreken van de Tweede Wereldoorlog.

## VfR en oorlogsjaren
In 1928 werd Engel samen met Von Braun lid van de Berlijner afdeling van de VfR (Verein für Raumschiffahrt). Op de Raketenflugplatz voerde deze club experimenten uit met vloeibare brandstofraketten. Het groepje enthousiastelingen bestond naast Engel en Von Braun onder meer uit Rudolf Nebel, Willy Ley en Klaus Riedel. Daarnaast was Engel hoofd technisch assistent bij Johannes Winkler, die op 21 februari 1931 tijdens een militaire parade op de Exerzierplatz Grosskühnau (omgeving Dessau) zijn HW-I raket lanceerde. Dit was de eerste raket op vloeibare brandstof, die niet door Goddard werd gelanceerd.
Tussen 1932 en 1935 richtte Engel twee werkgroepen voor raketexperimenten op. Die waren een kort leven beschoren door gebrek aan financiële middelen. In 1939 werd hij technisch directeur bij het Versuchsanstalt für Strahltriebwerke (Onderzoekscentrum voor straalmotoren) van de SS te Großendorf. Gedurende de Tweede Wereldoorlog was Engel lid van de Nationale Onderzoeksraad en van de Commissie voor munitie, bewapening en ballistische raketten van het Ministerie van Bewapening. Hij bereikte de rang van Hauptsturmführer in de SS, vluchtte tijdens de laatste fase van de krijgshandelingen naar Beieren en bracht enige tijd in een krijgsgevangenenkamp door.

## Na de oorlog
Na de oorlog trad hij van 1946 tot 1952 op als adviseur voor ONERA (Office National d'Etudes et de Recherches Aéronautiques) in Frankrijk. Tussen 1952 en 1957 voorzag hij de Egyptische luchtmacht van advies als leidinggevende bij CERVA (Compagnie des Engines à Réaction pour Vol Accéleré). Daarna keerde hij terug naar Europa. Vanuit Rome stond hij tussen 1957 en 1962 diverse fabrikanten van geleide raketten terzijde, waaronder SISPRE (Societa Italiana per lo Studio della Propulsione a Reazione) en Bombrini Parodi-Delfino.
Uiteindelijk keerde hij in 1962 naar zijn vaderland terug en accepteerde een benoeming tot hoofd van de zojuist opgerichte ruimtetak van het MBB-concern ( Messerschmitt-Bölkow-Blohm) te München. Om gezondheidsredenen ging hij in 1971 met pensioen. Wel bracht hij in de jaren 70 en 80 nog enkele boeken uit. Rolf Engel overleed op 23 november 1993 op 81-jarige leeftijd te München. 
- Gemeinsame Normdatei: 119385627
- International Standard Name Identifier: 0000 0000 2056 8649
- Istituto Centrale per il Catalogo Unico: VIAV181565
- Virtual International Authority File: 18030711
- WorldCat: E39PBJkHtWCcYTWcYM3B9thmBP